# Europarlamentari del Belgio della V legislatura
Gli europarlamentari del Belgio della V legislatura, eletti in occasione delle elezioni europee del 1999, furono i seguenti.

## Composizione storica
| Europarlamentare     | Lista                                      | Gruppo    |
| -------------------- | ------------------------------------------ | --------- |
| Ward Beysen          | Liberali e Democratici Fiamminghi          | ELDR      |
| Peter Bossu          | Partito Socialista Differente              | PSE       |
| Philippe Busquin     | Partito Socialista                         | PSE       |
| Willy De Clercq      | Liberali e Democratici Fiamminghi          | ELDR      |
| Gérard Deprez        | Movimento dei Cittadini per il Cambiamento | PPE-DE    |
| Claude Desama        | Partito Socialista                         | PSE       |
| Karel Dillen         | Blocco Fiammingo                           | GTI       |
| Daniel Ducarme       | Partito Riformatore Liberale               | ELDR      |
| Monica Frassoni      | Ecolo                                      | Verdi/ALE |
| Mathieu Grosch       | Partito Cristiano Sociale                  | PPE-DE    |
| Michel Hansenne      | Partito Sociale Cristiano                  | PPE-DE    |
| Pierre Jonckheer     | Ecolo                                      | Verdi/ALE |
| Paul Lannoye         | Ecolo                                      | Verdi/ALE |
| Nelly Maes           | Unione Popolare                            | Verdi/ALE |
| Frédérique Ries      | Partito Riformatore Liberale               | ELDR      |
| Miet Smet            | Partito Popolare Cristiano                 | PPE-DE    |
| Patsy Sörensen       | Agalev                                     | Verdi/ALE |
| Bart Staes           | Unione Popolare                            | Verdi/ALE |
| Dirk Sterckx         | Liberali e Democratici Fiamminghi          | ELDR      |
| Freddy Thielemans    | Partito Socialista                         | PSE       |
| Marianne Thyssen     | Partito Popolare Cristiano                 | PPE-DE    |
| Luckas Vander Taelen | Agalev                                     | Verdi/ALE |
| Frank Vanhecke       | Blocco Fiammingo                           | GTI       |
| Johan Van Hecke      | Partito Popolare Cristiano                 | PPE-DE    |
| Anne Van Lancker     | Partito Socialista Differente              | PSE       |

## Modifiche intervenute

### Partito Riformatore Liberale
- In data 16.06.2003 a Daniel Ducarme subentra Anne André-Léonard.
- In data 19.02.2004 a Frédérique Ries subentra Jacqueline Rousseaux.

### Partito Socialista
- In data 16.09.1999 a Philippe Busquin subentra Jean-Maurice Dehousse.
- In data 01.02.2001 a Freddy Thielemans subentra Jacques Santkin.
- In data 06.04.2001 a Jacques Santkin subentra Olga Zrihen.
- In data 25.09.2001 a Claude Desama subentra Véronique De Keyser.
- In data 07.10.2003 a Kathleen Van Brempt subentra Saïd El Khadraoui.

### Blocco Fiammingo
- In data 16.06.2003 a Frank Vanhecke subentra Philip Claeys.
- In data 16.06.2003 a Karel Dillen subentra Koenraad Dillen.

### Partito Socialista Differente
- In data 13.01.2000 a Peter Bossu subentra Kathleen Van Brempt.

### Agalev
- In data 01.09.2002 a Luckas Vander Taelen subentra Jan Dhaene.